# Cappella della Madonna della Fiducia al Laterano
Cappella della Madonna della Fiducia al Laterano, conhecida também como Cappella della Fiducia, é uma uma capela privada localizada no interior do Pontifício Seminário Romano, na Piazza di San Giovanni in Laterano, no rione Monti de Roma. Seu nome é uma referência à famosa imagem da Madonna della Fiducia ("Nossa Senhora da Confiança") venerada no local.

## História

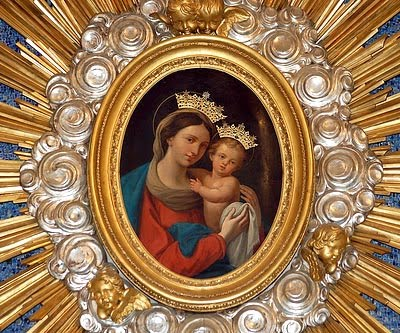
Madonna della Fiducia

O Pontifício Seminário Romano é o seminário da Diocese de Roma dedicado à formação e ao treinamento de novos sacerdotes. Fundado em 1563, passou por muitas sedes até que, em 1913, se estabeleceu no complexo atual, ao lado o Palácio Laterano depois de ter sido expulso do Palazzo del Collegio Romano após a captura de Roma (1870). 
O ícone original e sua devoção se deve aos esforços de uma irmã clarissa de Todi chamada Isabella Fornari (1697-1744). Conta-se que o artista original teria sido Carlo Maratta, que o presentou às clarissas, mas é muito mais provável que uma das próprias irmãs tenha sido autora por contad e algumas peculiaridades estilísticas. O que é certo é que uma cópia do ícone estava no seminário em 1837, quando a intercessão da Virgem Maria teria sido a responsável por garantir que nenhum dos seminaristas tenha sido infectado durante uma virulenta epidemia de influenza naquele ano. Desde então, o ícone tem sido objeto de grande devoção.
Em 1917, ele foi formalmente levado para a nova capela e conta-se que a proteção da Virgem teria garantido que nenhum dos seminaristas se ferisse durante a Primeira Guerra Mundial (eles não foram isentos do alistamento militar obrigatório). Depois que o papa São Paulo VI abençoou a imagem após uma reforma realizada em 1965, os papas seguintes costumam visitá-lo no dia de sua festa (que acontece no último sábado antes da Quaresma).

## Descrição
A capela ocupa uma ala entre dois pátios internos do complexo do seminário, acima de uma cripta no piso térreo ao longo do lado ocidental do claustro principal, incorporando um corredor coberto. Ela consiste de uma nave única, um tanto estreita dada a sua altura e comprimento, seguida por um transepto mais largo. No final, uma abside retangular formando uma cruz latina. A estrutura é toda de tijolos vermelhos com um piso de mármore verde e um teto em abóbada em cruzaria. Cada uma das paredes laterais há cinco janelas verticais retangulares e cada braço do transepto termina em um par de altas janelas retangulares perto dos cantos.
Depois da reforma na década de 1960, o interior da capela passou a ser todo branco e as cores aparecem nos vitrais modernos das janelas da nave, que representam o "Caminho da Cruz". À direita do altar está um belo sacrário de prata encaixado num recesso na parede no formato de uma cruz grega. Este recesso é emoldurado em mármore branco com lajes que se projetam ligeiramente para fora e o interior é revestido em mármore verde. O próprio sacrário também tem a sua própria moldura de mármore branco no meio da cruz na forma de um trapézio com o lado mais curto para cima.
Toda a parede no fundo do presbitério está tomada por um mosaico com seis anjos venerando o ícone da Madonna della Fiducia e com a pomba do Espírito Santo acima. O ícone em si tem um formato oval e está inserido numa moldura radiante dourada. Dois dos anjos seguram um rolo onde se lê "Mater mea, fiducia mea" ("Minha Mãe, minha confiança") e os outros dois, a coroa de espinhos sobre a imagem.
Todo o complexo é uma propriedade extraterritorial da Santa Sé e é administrado pela Cidade do Vaticano. A visita é geralmente vedada.